# Gyilkos páros
A Gyilkos páros (eredeti cím: Mr. Right) 2015-ben bemutatott amerikai romantikus akcióvígjáték, melyet Max Landis forgatókönyvéből Paco Cabezas rendezett. A főbb szerepekben Sam Rockwell, Anna Kendrick, Tim Roth, James Ransone és Anson Mount látható.
Az Amerikai Egyesült Államokban 2015. szeptember 19-én mutatták be a Torontói Nemzetközi Filmfesztiválon. Magyarországon 2016. április 28-án került a mozikba.

## Cselekmény
Az egykori CIA-ügynök és bérgyilkos Francisnek mostanra lelkiismeret-furdalása lett a munkája miatt, ezért elkezdi megölni az ügyfeleit. Hopper, egy másik volt CIA-ügynök, évek óta vadászik Francisre, és megpróbálja megölni. A keresés során Hopper / Reynolds rendőrnek adja ki magát.
Martha nemrég hagyta el a barátját, mert az megcsalta. Egy szupermarketben Martha véletlenül találkozik Francissal, aki meglepő módon randira hívja. Marthát lenyűgözi a furcsa Francis, és elmennek megenni egy hot dogot. A randevún azonban menekülniük kell egy mesterlövész elől, aki felültette Francist. Francis és Martha egymásra találnak, és a randi után együtt töltik az éjszakát.
A következő este ismét elmennek valahová. Az étteremben feltűnik egy Francisre vadászó bérgyilkos. Francis képes legyőzni és megölni a bérgyilkost az étterem parkolójában, anélkül, hogy Martha észrevenné. Francis meg akarja tanítani Marthát arra, hogyan kell érzéssel használni a késeket, de Martha eleinte idegenkedik ettől. Végül azonban képes elkapni a Ferenc által eldobott késeket, mert megérzi a dobást.
Egy csapat piti bűnöző fel akarja bérelni Francist, hogy megölje egy versenytársát. Francis lelövi az ügyfél közvetítőjét Martha szeme láttára. Martha ezt követően visszavonul Francistól. Ezután Hopper megjelenik Martha házánál, és elmondja neki, hogy Francis egy gyilkost keres, és arra kéri, hogy segítsen neki. Amikor Hopper el akarja kapni Francist, Francis legyőzi őt. Martha kezdetben zavarban van a Francis iránti érzéseivel kapcsolatban, végül úgy dönt, hogy Francisszel tart. Most már nem is érdekli, hogy Francis embereket öl.
A pitiáner bűnözők csoportja úgy dönt, hogy bosszút áll a közvetítő meggyilkolásáért, és vadászni kezdenek Francisra. Francis kezdetben képes elhárítani az ellene irányuló merényletet, de egy sörét eltalálja. A bűnözők elrabolják Marthát, hogy a főnökükhöz csalják Francist, de Francis megöli őt, miután kiszabadította Marthát. Miközben Francis legyőzi a bűnözőket, Martha maga megöl két bűnözőt. Amikor indulni készülnek, Hopper megjelenik, és verekedés alakul ki Hopper és Francis között. Hopperrel végül az egyik bűnöző végez. Francis és Martha megszökik, és együtt indulnak világ körüli útra.

## Szereplők
| Szereplő                  | Színész                  | Magyar hang           |
| ------------------------- | ------------------------ | --------------------- |
| Francis Munch / Mr. Igazi | Sam Rockwell             | Dányi Krisztián       |
| Martha McKay              | Anna Kendrick            | Sipos Eszter Anna     |
| Hopper / Reynolds         | Tim Roth                 | Tokaji Csaba          |
| Steve                     | RZA                      | Kisfalusi Lehel       |
| Von Cartigan              | James Ransone            | Szabó Máté            |
| Richard Cartigan          | Anson Mount              | Bognár Tamás          |
| Johnny Moon               | Michael Eklund           | Papp Dániel           |
| Sophie                    | Katie Nehra              | Kisfalvi Krisztina    |
| Bruce                     | Jaiden Kaine             | Holl Nándor           |
| Gus Patrick               | Douglas M. Griffin       | Faragó András         |
| Espinoza                  | Luis Da Silva Jr.        | Gubányi György István |
| Gage                      | Garrett Kruithof         | Szatmári Attila       |
| Garrety                   | Christopher Matthew Cook | Maday Gábor           |
| Jeff                      | Ross Gallo               | Pál Tamás             |
| Julie                     | Wendy Mccolm             | Lamboni Anna          |
| Martha gyerekkorában      | Gigi Johnson             | Pál Zsófia            |
| Kyle                      | Jonathan Billions        | Pál Dániel Máté       |
| Sharon Lutz               | Sue Rock                 | Várkonyi Andrea       |

## Fordítás
- Ez a szócikk részben vagy egészben  a   Mr. Right (2015 film) című német Wikipédia-szócikk fordításán alapul.  Az eredeti cikk szerkesztőit annak laptörténete sorolja fel. Ez a jelzés csupán a megfogalmazás eredetét és a szerzői jogokat jelzi, nem szolgál a cikkben szereplő információk forrásmegjelöléseként.